# Galceran de Cardona i Requesens
Galceran de Cardona i de Requesens (?, segle XVI - ?, segle XVI) fou un home d'armes i humanista català.
Era fill de Pere de Cardona i Enríquez, governador de Catalunya, i Joana de Requesens. Va formar part de l'exèrcit cristià que defensà Viena davant les tropes de Solimà el Magnífic el 1529 com a vassall de Carles V en el conegut com a Setge de Viena). De tornada participà en les Corts de Montsó el 1533, presidides pel mateix Carles V.